# Prywillja
Prywillja (ukrainisch Привілля; russisch Приволье Priwolje) ist eine Stadt im Norden der ukrainischen Oblast Luhansk mit etwa 7600 Einwohnern (2014).

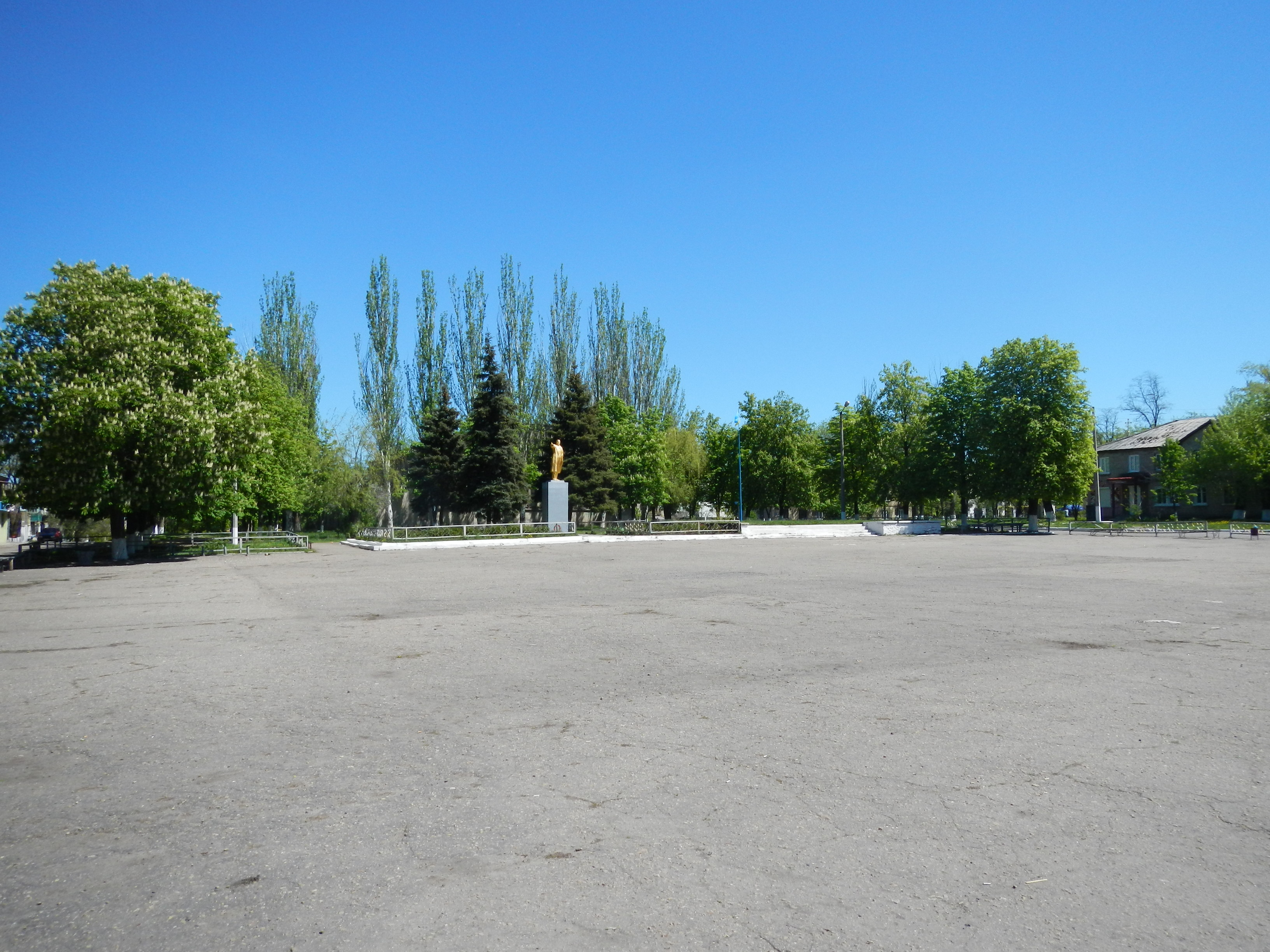
Leninstatue im Ort

Die 1695 gegründete Ortschaft trägt seit 1778 ihren heutigen Namen. Die Stadt liegt am rechten Ufer des Siwerskyj Donez etwa 120 km nordwestlich der Oblasthauptstadt Luhansk. Prywillja wurde 1963 zur Stadt erhoben und gehörte administrativ zum Stadtkreis der benachbarten Großstadt Lyssytschansk.
Am 12. Juni 2020 wurde die Stadt ein Teil der neugegründeten Stadtgemeinde Lyssytschansk, bis dahin war sie Teil der Stadtratsgemeinde Lyssytschansk im Norden des Rajons Popasna.
Seit dem 17. Juli 2020 ist sie ein Teil des Rajons Sjewjerodonezk.